# Vintrie
Vintrie – miejscowość (tätort) w Szwecji, w regionie administracyjnym (län) Skania, w gminie Malmö.
Według danych Szwedzkiego Urzędu Statystycznego liczba ludności wyniosła: 777 (31 grudnia 2015), 803 (31 grudnia 2018) i 814 (31 grudnia 2019).